# Conversia energiei termice a oceanelor
Conversia energiei termice a oceanelor (OTEC) este o tehnologie de energie regenerabilă care valorifică diferența de temperatură dintre suprafața caldă a apelor oceanelor și apa rece din adâncuri pentru a acționa un motor termic care să antreneze un generator electric. Deși are de depășit diferite probleme tehnice, este o formă unică de generare de energie curată, în special în regiunile cu climat tropical care au acces la apă oceanică adâncă.

## Descriere
OTEC folosește gradientul termic al oceanului între apa de mare mai rece de la adâncime și cea de la suprafață, mai caldă, pentru a acționa un motor termic și a produce lucru mecanic util, care poate fi transformat în electricitate. OTEC poate funcționa cu un factor de încărcare⁠(d) foarte mare și astfel poate funcționa în regim de bază.
Masele de apă rece mai dense, formate prin interacțiunea apei de suprafață a oceanului cu atmosfera rece în zone ale Atlanticului de Nord și ale Oceanului Antarctic, se scufundă în adânc și ajung în toate oceanele adânci prin circulația termohalină⁠(d). Ridicarea de apă rece din adâncul oceanului este completată de scufundarea de apă rece de la suprafață.
Printre sursele de energie oceanică, OTEC este una dintre resursele de energie regenerabilă disponibile permanent care ar putea contribui la alimentarea cu energie în regim de bază. Potențialul resurselor pentru OTEC este considerat a fi mult mai mare decât pentru alte forme de energie oceanică. Până la 10000 TWh/an de energie electrică ar putea fi pridusă prin OTEC fără ca structura oceanului să fie afectată.
Sistemele pot fi fie cu ciclu închis, fie cu ciclu deschis. OTEC cu ciclu închis utilizează agenți de lucru care sunt considerați de obicei ca fiind refrigerenți, cum ar fi amoniac ul sau R-134a. Aceste fluide au puncte de fierbere scăzute și, prin urmare, sunt potrivite pentru acționarea turbinelor care antrenează generatoarele electrice. Actual, cel mai des utilizat ciclu termodinamic la OTEC este ciclul Clausius-Rankine, folosind o turbină de joasă presiune. sistemele cu ciclu deschis folosesc vapori din apa mării ca fluid de lucru.
OTEC poate furniza ca produs secundar cantități de apă rece. Aceasta poate fi folosită pentru condiționarea aerului și răcire, iar apa oceanică bogată în nutrienți poate alimenta tehnologiile biologice. Un alt produs secundar este apa potabilă, obținută din apă distilată din mare.
Teoria OTEC a fost dezvoltată pentru prima dată în anii 1880, iar primul stand demonstrativ a fost construit în 1926. În prezent există fabrici pilot pentru OTEC situate în Japonia, supravegheate de Saga University și în Makai, Hawaii.